# The Dark Star
Pour plus de détails, voir Fiche technique et Distribution.
The Dark Star est un film américain réalisé par Allan Dwan et sorti en 1919.

## Fiche technique
- Réalisation : Allan Dwan
- Scénario : Frances Marion
- Production : Cosmopolitan Productions, International Film Service
- Lieu de tournage : Paramount Studios, Fort Lee, New Jersey[1]
- Durée : 60 minutes
- Date de sortie : 
  - États-Unis : 3 août 1919

## Distribution
- Marion Davies : Rue Carew
- Dorothy Green : princesse Naia
- Norman Kerry : Jim Neeland
- Matt Moore : Prince Alak
- Ward Crane : agent secret français
- George Cooper : Mr. Brandes
- Arthur Earle : Mr. Stull
- Gustav von Seyffertitz : espion allemand
- Emil Hoch : Steward
- Fred Hearn : Rev. William Carew
- James Laffey : Ship Captain
- William Brotherhood : Steward